# Maria Gretzer
Eva Maria Gretzer, född 11 november 1958 i Sankt Nikolai församling i Örebro, är en svensk hoppryttarinna. Gretzer blev historisk med sin sjätteplats på skimmelstoet Marcoville under OS i Barcelona 1992. Hon har bland annat varit förbundskapten för Svenska hopplandslaget, tränare för landslaget i fälttävlan och expertkommentator för Sveriges Radio. Gretzer är bosatt i Tygelsjö i södra Skåne.

## Biografi
Maria Gretzer föddes 1958 i Örebro. Hon började rida som sjuåring och fick så småningom hjälpa till vid Myrö stuteri i Örebro, ett stuteri för travhästar. Vid tio års ålder flyttade hon med sin familj till Göteborg. Gretzer fick sin första häst vid fjorton års ålder som hon tävlade med första gången vid femton års ålder. Efter avslutade studier fick hon arbete som instruktörselev vid sin ridklubb i Göteborg innan hon började som ridlärare på heltid. 
Gretzer lärde där känna den rutinerade ryttarinnan och tränaren Lene Nissen Lembke och fick följa med till Tyskland för att träna och få mer erfarenhet. Gretzer stannande i Tyskland i tre år innan hon flyttade tillbaka till Sverige. Då hade hennes föräldrar köpt en gård med stall, Pihle Gård i Tygelsjö i södra Skåne, där Gretzer kunde ha sina hästar som hon fick med sig hem ifrån Tyskland. 
Efter det fick Gretzer gå en utbildning som betalande elev hos fälttävlansryttaren Paul Weier i Schweiz där hon redan efter en månad fick erbjudande att jobba som beridare. Hon jobbade i Schweiz i två år och tävlade även framgångsrikt i svåra klasser i fälttävlan innan hon började tävla i banhoppning. 1988 kom Gretzer på fjärde plats i SM och fick även plats i det svenska hopplandslaget. 1991 blev Gretzer historisk då hon som första svensk vann en Världscupsfinal, då i Göteborg. 1992 fick Gretzer följa med det svenska landslaget till OS i Barcelona. Gretzer deltog även i OS 1996 i Atlanta med en 10:e plats med laget och 46:e plats individuellt. Det gick något bättre vid OS 2000 i Sydney där hon placerades som bäst 7:a med laget och 15:e plats individuellt. 
Gretzer var med i landslaget i femton år innan hon slutade tävla och istället blev förbundskapten för laget. 1990, 1991, 1992 och 1997 utsågs hon till Årets Hoppryttare på svenska Ryttargalan. Under senare delen av 1990-talet startade Gretzer även gruppen Team One tillsammans med andra rutinerade ryttare och kuskar, bland annat dressyrstjärnan Jan Brink. Team One utförde shower och skaffade sig sponsorer för att finansiera den dyra ridsporten. År 2000 ingick även Gretzer i Team SonyEricsson tillsammans med många andra välkända ryttare som Franke Sloothaak, Marcus Ehning och Rodrigo Pessoa. Men sedan 2006 finns inte Team SonyEricsson och Team One ligger på hyllan. 
Under åren 2005–2010 var Gretzer förbundskapten för Svenska hopplandslaget.
2010–2017 var Gretzer hopptränare för det svenska landslaget i fälttävlan. Därefter har hon privat tränat yngre förmågor.

## Meriter
- Individuell 6:e plats i OS 1992 i Barcelona och 8:e plats i lag.
- En seger i Världscupskvalet år 1999 i Århus, Danmark.
- Fyrfaldigt utnämnd till Årets Hoppryttare, Championatstecken (1990, 1991, 1992 och 1997)
- Två Grand Pix-segrar i rad (2001 och 2002)
- Internationella placeringar (7 guldmedaljer, 4 silver och 5 brons)
- 5 Nationella Grand Prix-segrar (1998, tre segrar 1999 och 2002)
- Rankad 1:a i Årsrankningen år 1997, Rankad 2:a två år på raken (1999-2000)

## Topphästar
- Marcoville (född 1981), Skimmelfärgat Svenskt varmblod e:Irco Marco 662
- Feliciano 823 (född 1986), mörkbrunt svenskt halvblod e:Irco Marco 662
- Hip Hop 1045 (född 1999), brunt svenskt halvblod e: Feliciano 823
- Cinderella (född 1992), brunt svenskt halvblod e: Irco Marco
- Spender S (född 1995), brun Holsteiner e:Silbersee
- Irco Mac (född 1990), skimmelfärgad Svenskt varmblod e:Irco Marco
- Zixten (född 1990), Fuxfärgat Svenskt varmblod e:Irco Mena